# Pierre-Marie Osouf
Pierre-Marie Osouf  (né le 26 mai 1829 à Cerisy-la-Salle dans la Manche et mort à l'âge de 77 ans le 27 juin 1906 à Tokyo au Japon) est un missionnaire français des missions étrangères de Paris, premier archevêque de Tokyo.

## Biographie
Aîné d'une fratrie de douze, Pierre-Marie Osouf grandit dans un milieu profondément chrétien. Il commence à apprendre le latin auprès d'un de ses oncles, curé au diocèse de Coutances, puis entre au collège de Saint-Lô.
Il fait ensuite ses études de théologie au grand séminaire de Coutances et reçoit l'ordination sacerdotale le 2 juillet 1852.

Il demande aussitôt l'autorisation d'entrer aux missions étrangères, d'où venait de partir pour la Chine son compatriote le futur martyr Auguste Chapdelaine. Mais à cause d'une santé fragile, la faculté juge qu'il ne pourrait pas résister à une longue traversée et à un climat agressif. Il reste donc à Coutances où, pendant trois ans, il est employé au secrétariat de l'évêché. Ces trois années lui permettent d'acquérir des connaissances en matière d'administration qui lui serviront plus tard.

### En Extrême-orient

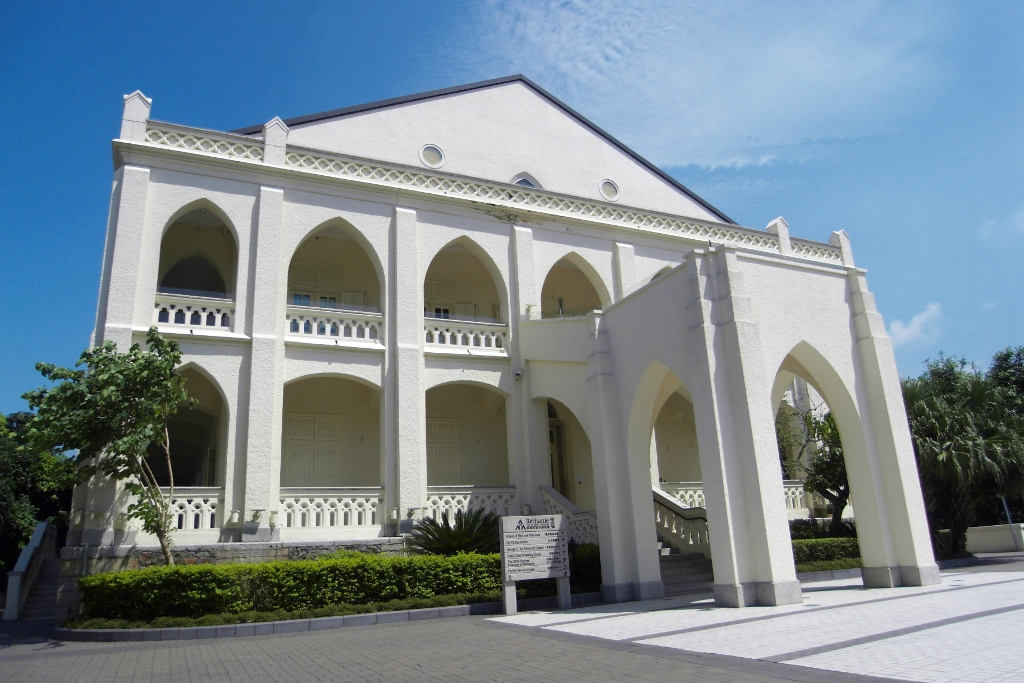
La maison de Béthanie des Pères à Hong Kong, dont la construction est lancée par Pierre-Marie Osouf.

En 1855, l'abbé Osouf, ayant enfin obtenu l'autorisation de son évêque, entre au Séminaire de la rue du Bac où, après dix mois de séjour, il est destiné à la mission de Singapour. Après la traditionnelle cérémonie de départ le 1er juin 1856, lui et neuf autres missionnaires s'embarquent à Bordeaux pour l'Extrême-Orient. À cette époque, le canal de Suez n'existe pas et il faut donc contourner l'Afrique. Le voyage est paisible et dure quatre mois. 
La mission de Singapour, dont Pierre-Marie Osouf devait prendre la charge, n'existe pas encore. En attendant la construction et l'installation, il continue son voyage jusqu'à Hong Kong où il passe six mois, puis, il revient à Singapour où un terrain avait été acheté, une maison construite et, le 5 janvier 1858, la première messe est célébrée dans la chapelle.
Le père Osouf demeure cinq ans à Singapour avant d'être remplacé par le père Cazenave. Il devient ensuite sous-procureur à Hong Kong, assistant du père Libois, à qui il devait succéder en 1866 comme procureur général de la mission. Osouf est alors particulièrement apprécié pour sa bonté et son attention à tel point qu'on le surnomme « maman Osouf ». C'est lui qui décide de la construction de la fameuse maison de Béthanie qui surplombe la baie de Hong Kong et qui va servir de maison de soins et de repos aux confrères missionnaires de toute l'Asie pendant un siècle.
En juin 1875, le père Lemonnier succède au père Osouf, car ce dernier est rappelé à Paris pour devenir directeur du Séminaire et secrétaire du conseil central. L'année suivante, il est choisi pour la charge d'une mission au Japon. Il veut d'abord refuser et il faut toute l'autorité du père Prosper-Bernard Delpech, supérieur des Missions étrangères, pour le convaincre. Il est sacré le 11 février 1877 dans la chapelle du Séminaire par Mgr Forcade, premier vicaire apostolique de jure du Japon où il n'a jamais été autorisé à pénétrer, alors archevêque d'Aix, assisté de Mgr Petitjean, premier vicaire apostolique effectif du Japon et Mgr Germain, évêque de Coutances.

### Au Japon
Avant de s'embarquer pour le Japon, Mgr Osouf se rend à Rome où il reçoit la bénédiction du pape Pie IX. Quelques jours après, il embarque à Naples, et, le 8 juillet, la cérémonie de son installation a lieu à Yokohama, dans l'église du Sacré-Cœur. 
Les travaux qu'exigent l'établissement d'une nouvelle mission ne lui permettent pas d'étudier la langue japonaise comme il le voudrait. Cependant, au Japon, les supérieurs ne se mettaient pas en relation immédiate avec leurs ouailles, ils avaient recours à un intermédiaire, ainsi Mgr Osouf, se servant d'un interprète pour dialoguer et pour se renseigner, ne paraissait pas aux Japonais comme une exception. Une des premières œuvres entreprises est la construction d'une église. II y avait alors à Tokyo trois résidences de missionnaires, mais qui n'avaient que des chapelles provisoires où se réunissaient les fidèles. Grâce à un don généreux le 4 décembre 1877, Mgr Osouf pose et bénit la première pierre de la première église catholique de Tokyo. Il en est lui-même l'architecte et édifie un monument de dimensions modestes de style gothique. La bénédiction de la future cathédrale, dédiée à saint Joseph, a lieu le 15 août 1878 et est présidée par Mgr Petitjean, venu de Nagasaki pour la circonstance. L'église sera dans l'avenir détruite lors du séisme de Kantō de 1923.
Dans une mission où tout était à créer, l'insuffisance des moyens matériels contraignit Mgr Osouf à aller quêter pendant un an en Amérique pour les besoins de son vicariat. Alors qu'il s'apprêtait à retourner au Japon, le pape Léon XIII le convoque à Rome pour le charger de remettre à l'empereur du Japon une lettre le remerciant de la protection accordée aux missionnaires et à ses sujets catholiques. 
Mgr Osouf appelle successivement les sœurs de Saint-Paul de Chartres puis les marianistes à fonder des écoles à Tokyo et dans d'autres villes japonaises. En 1891, Tokyo est élevé à la dignité de métropole et Mgr Osouf devient le premier archevêque de la ville. Par deux fois, en 1890 à Nagasaki et en 1895 à Tokyo, il préside le synode des évêques du Japon.
Pierre-Marie Osouf s'éteint doucement à Tokyo le 27 juin 1906. Il est enterré au cimetière d'Aoyama.

## Succession apostolique
Pierre-Marie Osouf a ordonné les évêques suivants :
- Évêque Jules-Alphonse Cousin (ru), M.E.P. (1885)
- Évêque Félix-Nicolas-Joseph Midon, M.E.P. (1888)
- Évêque Alexandre Berlioz (ru), M.E.P. (1891)
- Évêque Henri-Caprais Vasselon, M.E.P. (1893)
- Évêque Jules-Auguste Chatron, M.E.P. (1896)
- Archevêque Pierre-Xavier Mugabure, M.E.P. (1902)